# Фабиан, Ева
Ева Фабиан-Блэк (англ. Eva Fabian-Black; род. ок. 1965 года в Мельбурне, штат Виктория) — австралийская конькобежка, специализирующаяся в конькобежном спорте и шорт-треке. Бронзовый призёр в эстафете на чемпионате мира по шорт-треку 1982 года.

## Биография
Ева Фабиан выросла в Бервуде, пригороде на востоке Мельбурна. Вместе со своим братом Джорджем они занимались фигурным катанием в парном катании. В 1978 году они выиграли в паре чемпионат штата и чемпионат Австралии среди юниоров и в старшем разряде. В том же году они катались на чемпионате мира среди юниоров во Франции, но через год Ева решила уйти в конькобежный спорт, за ней последовал брат. Вскоре она уже бегала на дистанциях 500, 1000. 1500 и 3000 метров.
В 1981 году она стала чемпионкой Австралии по конькобежному спорту на дистанции 500 м, её лучшее время 52,3 сек. вывело Еву в мировой класс. На следующий год на чемпионате мира по шорт-треку в Монктоне заняла 13-е место в общем зачёте и выиграла бронзовую медаль в эстафете в составе Геил Сандеркок, Джуди-Энн Барбер и Дженни Уир. Она ещё в течение 15 лет участвовала на шести чемпионатах мира (1986, '87, 1991, '92, '93 и '97) годах.

## После спорта
Ева является рекордсменом Австралии среди женщин в категории «мастер» от 45 до 49 лет. Она по-прежнему конкурирует на международном уровне, установив личный рекорд в 2016 году в Калгари, провинция Альберта — 48,98 (500), 1.40,25 (1000) и 2,38,40 (1500) и является 26-м участником почетного списка австралийских ледовых гонок, а также 5-й женщиной после Жаннет Нил, Тедди Дженкинс, Розали Марсич и Джуди-Энн Барбер. В мае 2013 года Авиационный совет избрал Фабиан председателем своей комиссии спортсменов. В 2018 году спортивный Олимпийский клуб «Southern Flyers» избрал её пожизненным членом. В 2020 году поступила в Технологический университет Суинберна. Она по-прежнему тренирует скоростному катанию на коньках на арене"O’Брайен" в Мельбурне. а её дочь Кэти и племянница Стефани представляли Австралию на чемпионате мира по шорт-треку среди юниоров в Монреале 2019 года. В 2020 году поступила в Технологический университет Суинберна.